# Joshua Pim
Joshua Pim (20 de maio de 1869 - 15 de abril de 1942), foi um tenista inglês. Conquistou 2 titulos de Grand Slam de tênis, ambos no Torneio de Wimbledon em 1893 e 1894. Fez grandes jogos com Wilfred Baddeley, tendo feito 4 finais seguidas com esse adversário em Wimbledon.

## Finais de Grand Slam

### Vitórias (2)
| Ano  | Torneio   | Adversário                           | Resultado |
| 1893 | Wimbledon | Wilfred Baddeley - - 3-6 6-1 6-3 6-2 |           |
| 1894 | Wimbledon | Wilfred Baddeley - - 10-8, 6-2, 8-6  |           |

### Vice-Campeão (2)
| Ano  | Torneio   | Advesário na final                      | Resultado |
| 1891 | Wimbledon | Wilfred Baddeley - - 6-4, 1-6, 7-5, 6-0 |           |
| 1891 | Wimbledon | Wilfred Baddeley - - 4-6, 6-3, 6-3, 6-2 |           |